# Warche
Die Warche (älter deutsch auch: Warge) ist ein Nebenfluss zur Amel (französisch: Amblève) in Ostbelgien (Provinz Lüttich). Die Warche ist Teil des Einzugsgebietes der Maas. Ihre Quelle befindet sich drei Kilometer südöstlich von Hünningen und etwa 400 m westlich von Losheimergraben, nahe der deutschen Grenze in der Gemeinde Büllingen 640 m O.P.

## Name
Das Gewässer wurde im Jahr 915 (VVarica) erstmals schriftlich erwähnt. Die Deutung des Namens ist unsicher. Er leitet sich möglicherweise von dem urkeltischen *uari- „Osten“ oder der germanischen Wortwurzel *war- mit der Bedeutung „feucht sein“ ab.

## Beschreibung
Nebenflüsse der Warche sind die Holzwarche, der Bayehon, der Trôs Maret und die Warchenne.
Unterhalb des Wirtzfelder Mühlenbergs fließen die Warche und die Holzwarche in der Talsperre Bütgenbach zusammen. Zwischen dem Bütgenbacher und dem Robertviller Stausee wurde der neue Wanderweg Warche-Tour eröffnet. Hinter der Staumauer von Robertville geht es in einem engen Tal unterhalb von Burg Reinhardstein vorbei. Hier stürzt sich auch der in vielen Publikationen erwähnte 60 Meter hohe Wasserfall in die Warche. Kurz darauf mündet der Bayehon ein. Einige hundert Meter Bayehonaufwärts, am Zusammenfluss von Pouhon und Rognay, liegt eine keltische Fliehburg (Tchession) auf einem Felsvorsprung. Warcheabwärts kommt dann das Wasserkraftwerk von Bévercé. Hundert Meter über dem Tal ragt der weithin sichtbare Druckausgleichsturm über das Warchetal. In einem Druckstollen und einem Druckrohr wird das Wasser aus der Talsperre Robertville bis zu diesem Turm geleitet. Anschließend fällt es rund hundert Meter in Druckrohren zum Kraftwerk herunter. Die Warche erreicht mit Malmedy dann die größte Ortschaft an ihrem Lauf. Ab dem 15. Jahrhundert nutzten die Tuchmacher das Warchewasser. Im 16. Jahrhundert kamen die Gerbereien hinzu, 1713 wurde durch die Abtei die Papierherstellung begründet. In Malmedy, direkt neben dem Hospital, mündet die Warchenne von Weismes kommend, in die Warche. Im Bereich der Autobahnbrücke über das Ameltal mündet die Warche dann nach 40 Flusskilometern bei dem gleichnamigen Weiler in die Amel. Die Mündung liegt unmittelbar unter dem Autobahnviadukt.

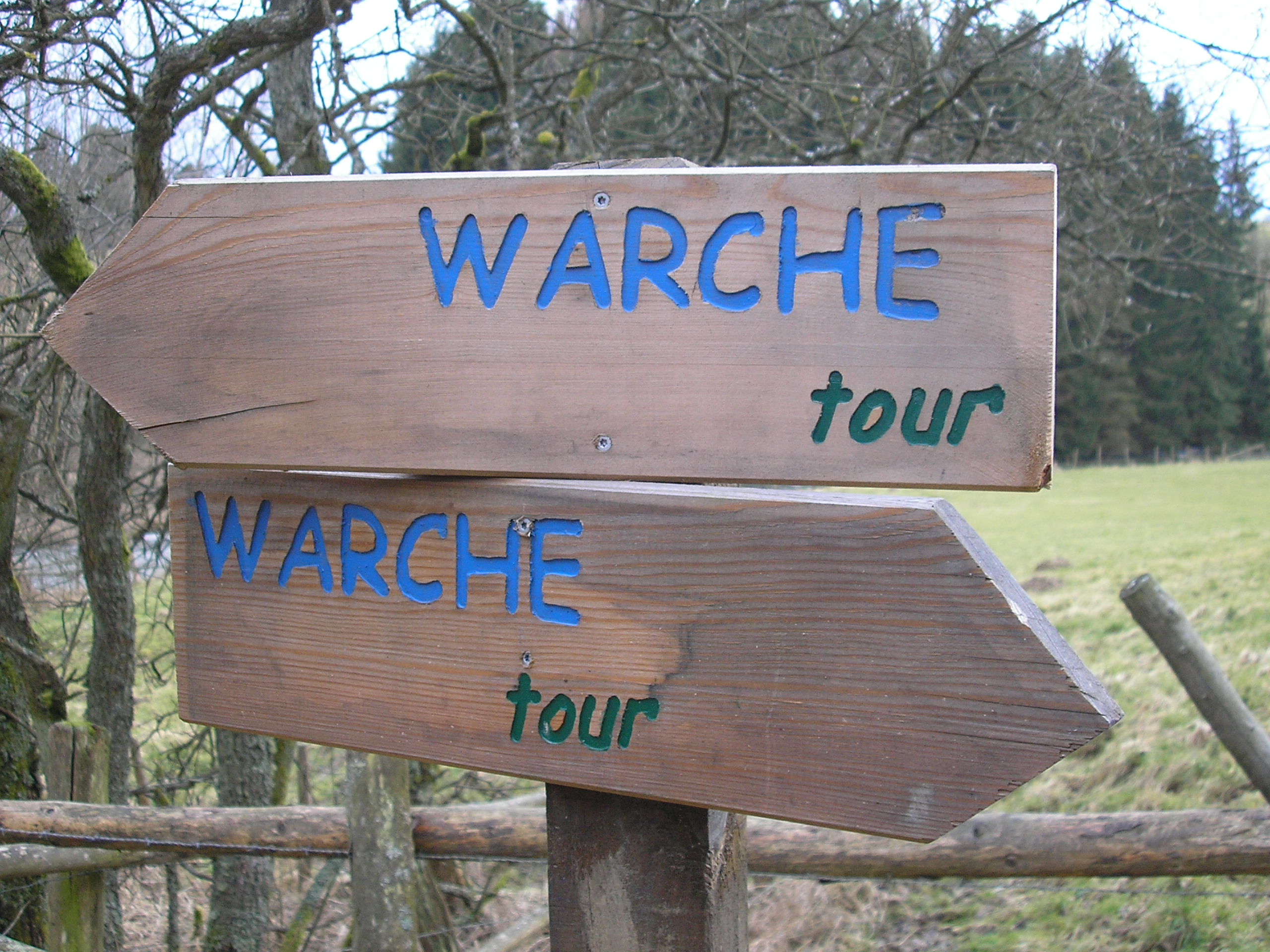
Wanderweg Warche-Tour
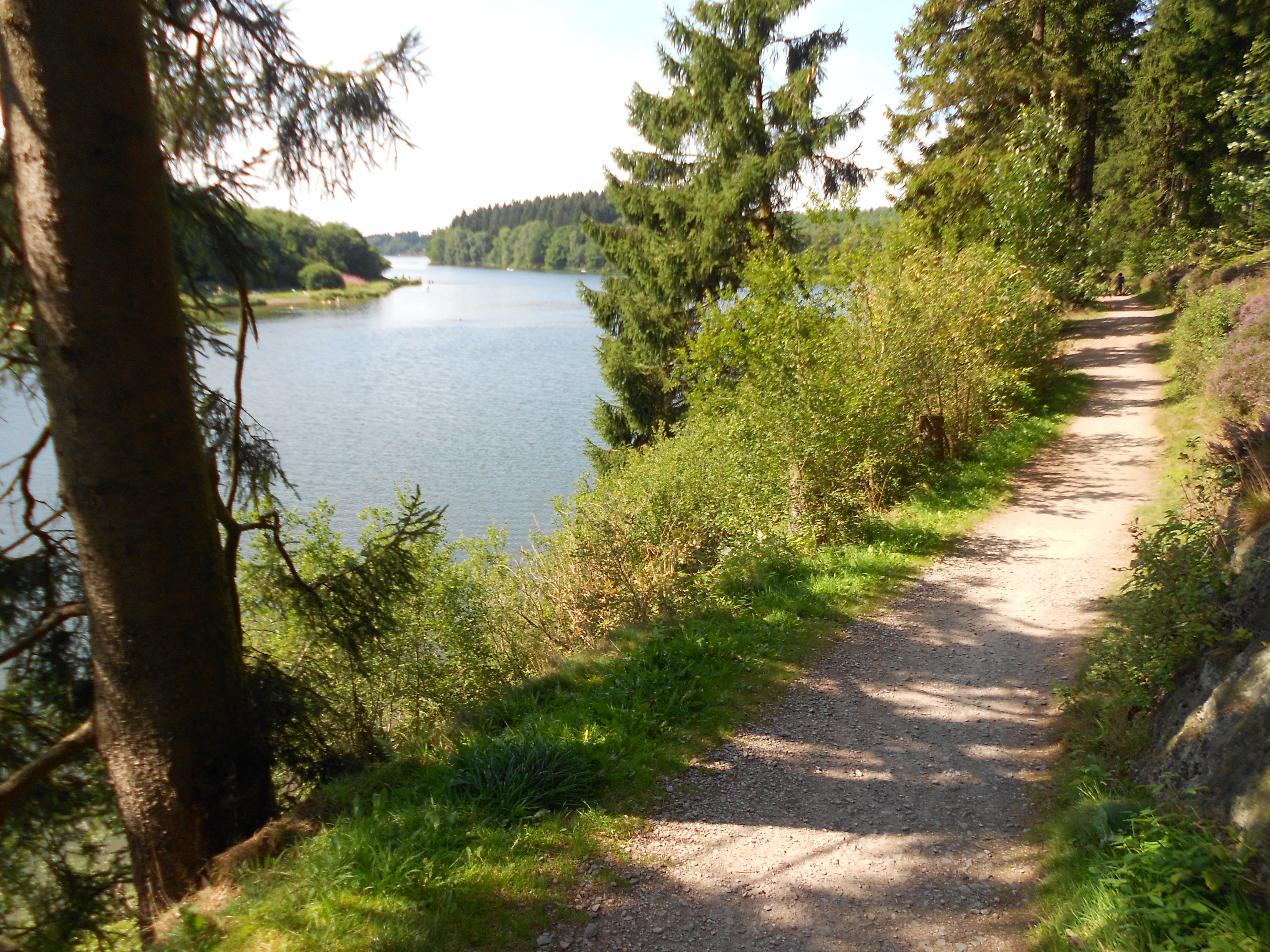
Warche-Stausee bei Bütgenbach
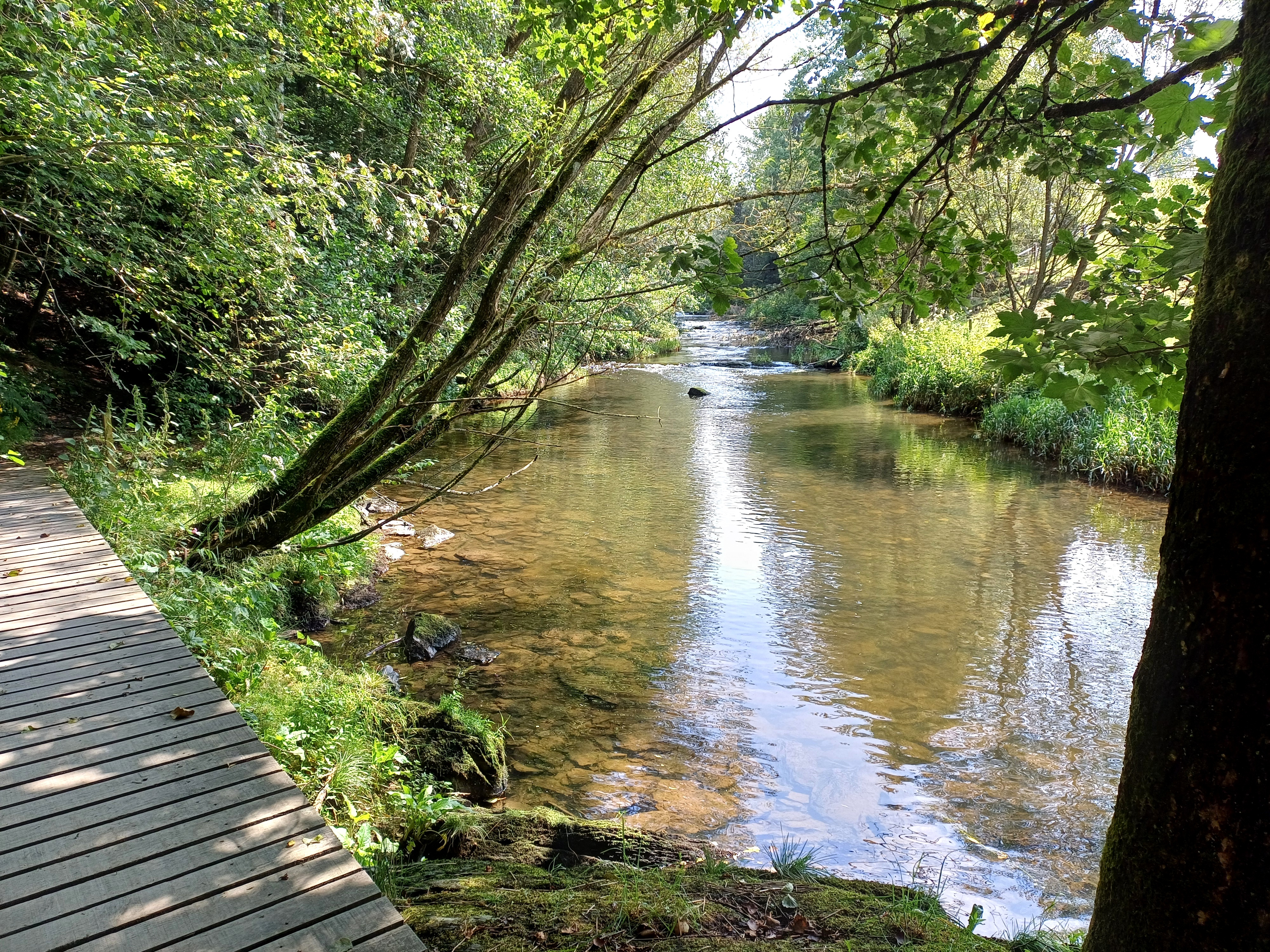
Warche bei Outrewarche
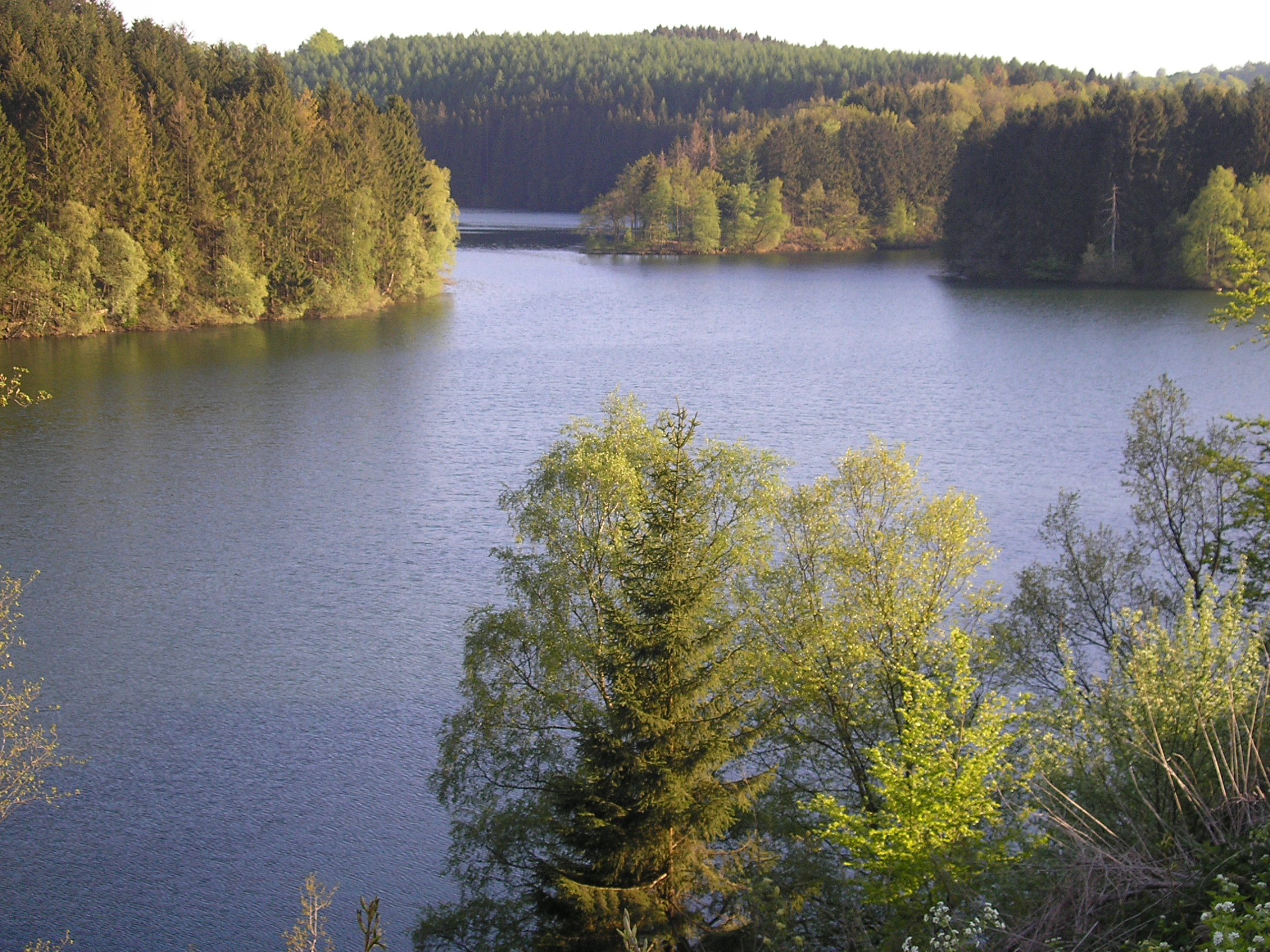
Lac de Robertville
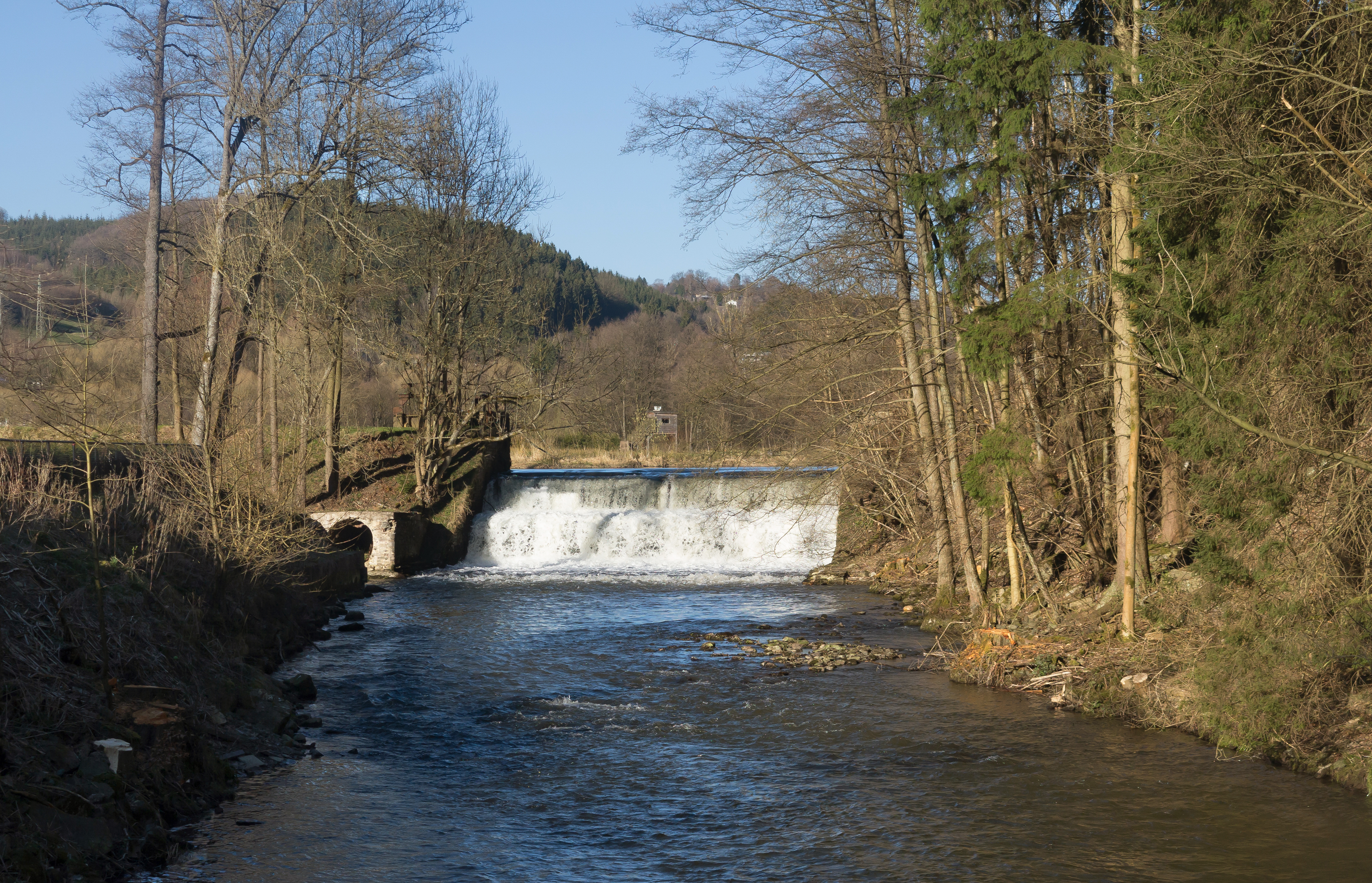
Warche bei Bévercé